# Robert Berry (hockey sur glace)
Pour les articles homonymes, voir Robert Berry et Berry (homonymie).
Robert Victor Berry, dit Bob Berry, (né le 29 novembre 1943 à Montréal dans la province de Québec au Canada) est un entraîneur et joueur professionnel de hockey sur glace dans la Ligue nationale de hockey.

## Carrière
Berry a joué ailier droit pour les Kings de Los Angeles et les Canadiens de Montréal.
Il commence sa carrière dans l'Association de hockey de l'Ontario - aujourd'hui Ligue de hockey de l'Ontario - au sein du club des Petes de Peterborough en 1963-1964 puis raccroche brièvement les patins. 
Il revient à la compétition quatre ans plus tard en jouant pour les Barons de Cleveland de la Ligue américaine de hockey. La même saison, il joue deux matchs pour les Canadiens de Montréal.
En 1970-1971, il prend la direction des Los Angeles et des Kings chez qu'il restera  sept saisons.
Il prend sa retraite en 1978 après avoir joué une dernière saison dans la LAH avec les Indians de Springfield.
Dès la saison 1978-1979, il signe en tant qu'entraîneur pour les Kings et y restera trois saisons.
Il sera par la suite entraîneur successivement des franchises de : Montréal,  Penguins de Pittsburgh, Blues de Saint-Louis (dans un premier temps il n'est qu'assistant entraîneur).
Sa dernière franchise sera les Sharks de San José dont il est l'entraîneur adjoint en 1998-1999 et 1999-2000.

## Statistiques
| Saison     | Équipe                 | Ligue      |     | Saison régulière | Saison régulière | Saison régulière | Saison régulière | Saison régulière |   | Séries éliminatoires | Séries éliminatoires | Séries éliminatoires | Séries éliminatoires | Séries éliminatoires |
| Saison     | Équipe                 | Ligue      | PJ  | B                | A                | Pts              | Pun              | PJ               | B | A                    | Pts                  | Pun                  |                      |                      |
| 1963-1964  | Petes de Peterborough  | OHA        | 11  | 4                | 3                | 7                | 0                | -                | - | -                    | -                    | -                    |                      |                      |
|            |                        |            |     |                  |                  |                  |                  |                  |   |                      |                      |                      |                      |                      |
| 1968-1969  | Barons de Cleveland    | LAH        | 68  | 24               | 29               | 53               | 104              | 5                | 0 | 3                    | 3                    | 10                   |                      |                      |
| 1968-1969  | Canadiens de Montréal  | LNH        | 2   | 0                | 0                | 0                | 0                | -                | - | -                    | -                    | -                    |                      |                      |
| 1969-1970  | Voyageurs de Montréal  | LAH        | 71  | 18               | 41               | 59               | 104              | 8                | 1 | 0                    | 1                    | 11                   |                      |                      |
| 1970-1971  | Kings de Los Angeles   | LNH        | 77  | 25               | 38               | 63               | 52               | -                | - | -                    | -                    | -                    |                      |                      |
| 1971-1972  | Kings de Los Angeles   | LNH        | 78  | 17               | 22               | 39               | 44               | -                | - | -                    | -                    | -                    |                      |                      |
| 1972-1973  | Kings de Los Angeles   | LNH        | 78  | 36               | 28               | 64               | 75               | -                | - | -                    | -                    | -                    |                      |                      |
| 1973-1974  | Kings de Los Angeles   | LNH        | 77  | 23               | 33               | 56               | 56               | 5                | 0 | 0                    | 0                    | 0                    |                      |                      |
| 1974-1975  | Kings de Los Angeles   | LNH        | 80  | 25               | 23               | 48               | 60               | 3                | 1 | 2                    | 3                    | 2                    |                      |                      |
| 1975-1976  | Kings de Los Angeles   | LNH        | 80  | 20               | 22               | 42               | 37               | 9                | 1 | 1                    | 2                    | 0                    |                      |                      |
| 1976-1977  | Texans de Fort Worth   | LCH        | 7   | 4                | 4                | 8                | 0                | -                | - | -                    | -                    | -                    |                      |                      |
| 1976-1977  | Kings de Los Angeles   | LNH        | 69  | 13               | 25               | 38               | 20               | 9                | 0 | 3                    | 3                    | 4                    |                      |                      |
| 1977-1978  | Indians de Springfield | LAH        | 74  | 26               | 27               | 53               | 56               | 4                | 0 | 0                    | 0                    | 0                    |                      |                      |
| Totaux LNH | Totaux LNH             | Totaux LNH | 541 | 159              | 191              | 350              | 344              | 26               | 2 | 6                    | 8                    | 6                    |                      |                      |